# Mineração de argumentos
A mineração de argumentos, ou mineração de argumentação, é uma área de pesquisa dentro do campo de processamento de linguagem natural. O objetivo da mineração de argumentos é a extração e identificação automática de estruturas argumentativas de textos em linguagem natural com o auxílio de programas de computador. Essas estruturas argumentativas incluem a premissa, as conclusões, o esquema do argumento e a relação entre o argumento principal e o secundário, ou o argumento principal e o contra-argumento dentro do discurso. A série de oficinas de Argument Mining é o principal fórum de pesquisa para pesquisas relacionadas à Mineração de argumentos.

## Aplicações
A mineração de argumentos foi aplicada em muitos gêneros diferentes, incluindo a avaliação qualitativa de conteúdo de mídias sociais (como Twitter ou Facebook), na qual ela fornece uma ferramenta poderosa para os responsáveis políticos e pesquisadores em ciências sociais e políticas. Outros domínios incluem documentos jurídicos, análises de produtos, artigos científicos, debates online, artigos de jornais e domínios dialógicos. Abordagens de aprendizagem por transferência têm sido usadas com sucesso para combinar os diferentes domínios em um modelo de argumentação agnóstico de domínio.
A mineração de argumentos tem sido usada para fornecer aos alunos suporte individual na escrita, acessando e visualizando o discurso da argumentação em seus textos. A aplicação da mineração de argumento em uma ferramenta de aprendizagem centrada no usuário ajudou os alunos a melhorar suas habilidades de argumentação significativamente em comparação com as aplicações tradicionais de aprendizagem de argumentação.

## Desafios
Dada a ampla variedade de gêneros de texto e as diferentes perspectivas e abordagens de pesquisa, tem sido difícil chegar a um esquema de avaliação comum e objetivo. Muitos conjuntos de dados anotados foram propostos, com alguns ganhando popularidade, mas um conjunto de dados consensual ainda não foi encontrado. Anotar estruturas argumentativas é uma tarefa altamente exigente. Houve tentativas bem-sucedidas de delegar essas tarefas de anotação ao público, mas o processo ainda requer muito esforço e tem um custo significativo. As tentativas iniciais de contornar esse obstáculo foram feitas usando a abordagem de supervisão fraca.